# Вренчиця-Велька (гміна)
Гміна Вренчиця-Велька (пол. Gmina Wręczyca Wielka) — сільська гміна у південній Польщі. Належить до Клобуцького повіту Сілезького воєводства.
Станом на 31 грудня 2011 у гміні проживало 17542 особи.

## Територія
Згідно з даними за 2007 рік площа гміни становила 148.07 км², у тому числі:
- орні землі: 57.00%
- ліси: 36.00%

Таким чином, площа гміни становить 16.65% площі повіту.

## Населення
Станом на 31 грудня 2011:
| Опис     | Загалом | Загалом | Чоловіки | Чоловіки | Жінки | Жінки |
| -------- | ------- | ------- | -------- | -------- | ----- | ----- |
| одиниця  | осіб    | %       | осіб     | %        | осіб  | %     |
| все      | 17542   | 100     | 8660     | 49.37    | 8882  | 50.63 |
| міське   | 0       | 100     | 0        |          | 0     |       |
| сільське | 17542   | 100     | 8660     | 49.37    | 8882  | 50.63 |

## Сусідні гміни
Гміна Вренчиця-Велька межує з такими гмінами: Бляховня, Герби, Клобуцьк, Опатув, Панкі, Пшистайнь.